# Валбжих
Ва̀лбжих (на полски: Wałbrzych; на немски: Waldenburg; на чешки: Valdenburk, Valbřich) е град в Югозападна Полша, Долносилезко войводство. Административен център е на Валбжихски окръг, без да е част от него. Самият град е обосбен в самостоятелен градски окръг с площ 84,70 км2.

## География
Градът се намира в историческата област Долна Силезия. Разположен е във Валбжихската котловина край река Пелчница.

## Население
Населението на града възлиза на 119 955 души (2012 г.). Гъстотата е 1416 души/км2.
Демография
- 1382 – 200 души
- 1799 – 1540 души
- 1885 – 13 000 души
- 1939 – 64 136 души
- 1946 – 72 976 души
- 1955 – 110 267 души
- 1965 – 125 287 души
- 1975 – 128 064 души
- 1980 – 133 549 души
- 1991 – 141 161 души
- 1998 – 136 923 души
- 2009 – 121 363 души
- 2012 – 119 955 души

## Побратимени градове
- -Гжира, Малта
- -Фоджа, Италия
- -Ван, Франция
- -Храдец Кралове, Чехия
- -Фрайбург, Германия
- -Ястарня, Полша
- -Тула, Русия
- -Днипро, Украйна

## Фотогалерия
- Кметството
- Сградата на Окръжна прокуратура
- Градски площад
- Площад „Грунвалд“
- Окръжен съд
- Главната поща
- Железопътна гара
- Хотел „Судети“